# Ázerbájdžánské národní muzeum koberců
Ázerbájdžánské národní muzeum koberců (ázerbájdžánsky: Azərbaycan Milli Xalça Muzeyi) je muzeum v ázerbájdžánském hlavním městě Baku. Vlastní celosvětově největší sbírku ázerbájdžánských koberců, jež byly roku 2010 zapsány na seznam nehmotného Světového dědictví. Založeno bylo roku 1967, první návštěvníky uvítalo v roce 1972. Nejprve sídlilo v mešitě Juma z 15. století na Starém městě (Iceri šeher). Roku 1992 bylo přestěhováno do Bakuského muzejního centra (za sovětských časů Leninova muzea). V roce 2014 pro něj byla postavena zcela nová, architektonicky unikátní budova na ulici Michaila Husejnova. Využívá tvaru srolovaného koberce a navrhl ji rakouský architekt Franz Janz. Muzeum ovšem neschraňuje jen koberce, vlastní též tisíce keramických předmětů, šperků, kovodělných výrobků či krojů. Asi 600 koberců pochází z muzea v Suše, odkud byly zachráněny roku 1992 před útočícími arménskými jednotkami. Politický náboj má i koncepce muzea, která sjednocuje území Ázerbájdžánu s oblastmi Íránu obývanými Azery (expozice tyto oblasti nazývá "Jižní Ázerbájdžán"). Muzeum též provádí výzkum a pořádá také výstavy v zahraničí, se svou expozicí objelo již 30 zemí světa.